# تووه (فیلم)
تووه (انگلیسی: Tove، [ˈtuːve]) یک فیلم زندگینامه‌ای فنلاندی محصول سال ۲۰۲۰ درباره نویسنده و تصویرگر فنلاندی سوئدی‌زبان تووه یانسون، خالق مومین‌ها است. این فیلم توسط زایدا برگروث بر اساس فیلمنامه‌ای از اوا پوترو کارگردانی شده است و آلما پویستی نقش اصلی را بازی می‌کند.